# Melahverfi í Hvalfirði
Das Melahverfi í Hvalfirði ist eine Siedlung im Westen von Island.
Es liegt in der Nähe von Akranes südlich des Hvalfjarðarvegurs  sowie östlich und nördlich der Ringstraße .
Die Gemeinde Hvalfjarðarsveit hat 765 Einwohner, Melahverfi ist mit 177 Einwohnern (Stand 1. Januar 2023) ihre größte Siedlung.
Das isländische Wort melur bedeutet Kiesfläche wie die Lambhagamelar, wie das Gebiet heißt.